# Łukjanczikowo (obwód kurski)
Łukjanczikowo (ros. Лукьянчиково) – wieś (ros. деревня, trb. dieriewnia) w zachodniej Rosji, w sielsowiecie wablinskim rejonu konyszowskiego w obwodzie kurskim.

## Geografia
Miejscowość położona jest nad Rudą (główny dopływ Usoży w dorzeczu Swapy), 7 km od centrum administracyjnego sielsowietu (Wabla), 21 km na północny zachód od centrum administracyjnego rejonu (Konyszowka), 49 km na północny zachód od Kurska.
W miejscowości znajduje się 55 posesji.
Klimat
Miejscowość, jak i cały rejon, znajduje się w strefie klimatu kontynentalnego z łagodnym ciepłym latem i równomiernie rozłożonymi opadami rocznymi (Dfb w klasyfikacji klimatów Köppena).

## Demografia
W 2010 r. miejscowość zamieszkiwały 42 osoby.